# Ricardo Piglia
Ricardo Emilio Piglia Renzi (Adrogué, 24 de novembre de 1941-Buenos Aires, 6 de gener de 2017) va ser un escriptor i crític literari argentí.

## Trajectòria
Després de la caiguda de Perón (1955), se'n va anar amb la seva família d'Adrogué i es va instal·lar a Mar del Plata. Piglia va estudiar Història en la Universitat Nacional de la Plata, ciutat on va viure fins a 1965. Després va treballar durant una dècada en editorials de Buenos Aires, va dirigir la Sèrie Negra, famosa col·lecció de policials que va difondre Dashiell Hammett, Raymond Chandler, David Goodis i Horace McCoy. «Vaig començar a llegir policials gairebé com un desviament natural del meu interès per la literatura estatunidenca. Un llegeix a Fitzgerald, després a Faulkner i ràpidament es troba amb Hammett i amb David Goodis. Més tard, entre 1968 i 1976, vaig llegir policials per necessitat professional, ja que dirigia una col·lecció», va dir en una oportunitat. Durant la dictadura d'Onganía va abandonar el país i va marxar a l'exili.
Piglia ha assenyalat que dues poètiques antagòniques i els seus reversos li han interessat: la que està basada en l'oralitat, aparentment «popular», que ha arribat a una espècie de crispació expressiva, com Guimaraes Rosa o Juan Rulfo; i la de la «avantguarda» que treballa amb la idea que l'estil és plural: tant James Joyce com Manuel Puig, per exemple, van treballar amb registres múltiples.
Va començar a escriure en la segona meitat dels anys 1950 en Mar del Plata el seu Diario, i ho ha continuat durant tota la seva vida. Va rebre un esment especial en el VII concurs Casa de las Américas, Cuba, i això va significar la publicació del seu primer llibre: el de contes Jaulario. Però el reconeixement internacional ho deu a la seva primera novel·la Respiración artificial, de 1980.
Piglia va ser, a més, crític, assagista i professor acadèmic, que ha estudiat a Bertold Brecht, Benjamin i Lukács, a Erich Auerbach, Szondi i Vernant, als russos Tiniánov, Sklovski o Bajtin. Ha escrit sobre la seva pròpia escriptura (que està lligada a la crítica) i ha elaborat assajos sobre Roberto Arlt, Borges, Sarmiento, Macedonio Fernández i altres escriptors argentins.
Piglia va viure als Estats Units, on va ser professor en diverses universitats, entre les quals figuren les de Harvard i Princeton, en les quals va fer classes durant una quinzena d'anys. De la segona es va jubilar a finalitats de 2010.
Encara que estava instal·lat en aquest país, on tenia casa pròpia (Markham Road 28) amb la seva dona, l'artista Martha Eguía, va decidir tornar a Argentina: al desembre de 2011 va arribar a Buenos Aires i va començar a escriure, amb elements autobiogràfics, la novel·la El camino de Ida, que va publicar Anagrama en 2013. Després del seu retorn, Piglia va gravar també un programa de televisió de quatre capítols en els quals ensenya sobre Jorge Luis Borges i va dirigir una col·lecció de reedicions de la literatura argentina.
Al costat del músic Gerardo Gandini va compondre l'òpera La ciudad ausente, basada en la seva pròpia novel·la, estrenada en el Teatre Colón en 1995. Com antòleg ha publicat, entre altres llibres, Crímenes perfectos i La fieras, tots dos amb obres del gènere policial.
També al costat del dibuixant Luis Scafati i a l'escriptor Pablo De Santis van realitzar una versió gràfica de la novel·la "La ciudad ausente" editada a Argentina per Oceano-Temas i a Espanya per Libros del Zorro Rojo. La seva obra ha estat traduïda a nombrosos idiomes, particularment a l'anglès, francès, italià, alemany i portuguès.
En 2014 se li va diagnosticar una Esclerosi lateral amiotròfica (ELA), la qual cosa va afectar considerablement la seva salut; malgrat això, va continuar treballant, amb l'ajuda de la seva assistent, Luisa Fernández, en la selecció dels seus diaris i l'edició d'escrits inèdits. Va morir el 6 de gener de 2017, als setanta-cinc anys.
A més de la ja prevista publicació del tercer tom dels seus diaris, una editorial independent va reunir en volum, sota el títol Escritores norteamericanos, una sèrie d'assaigs escrits per Piglia a finalitats dels anys seixanta, per a una col·lecció d'autors estatunidencs a càrrec de Pirí Lugones i Jorge Álvarez.

## El cinema i Piglia
Va escriure els guions de les pel·lícules Comodines (1997), de Jorge Nisco; La sonámbula, recuerdos del futuro (1998), de Fernando Spiner; Corazón iluminado (1998), de Héctor Babenco; El astillero (2000), de David Lipszyc, basada en la novel·la homònima de Juan Carlos Onetti. Marcelo Piñeyro dirigí Plata quemada (2000), amb guió del mateix Piñeyro i de Marcelo Figueras basat en la novel·la de Piglia, film que va obtenir a Espanya el Premi Goya 2000 al millor llargmetratge estranger de parla hispana. També va escriure el guió per la minisèrie televisiva Los siete locos y los lanzallamas, basada en l'obra de Roberto Arlt.

## Premis
- Menció Especial Premi Casa de las Américas 1967 per Jaulario.
- Premi Planeta Argentina 1997 per Plata quemada (Gustavo Nielsen, finalista del prem amb El amor enfermo, es va querellar contra Planeta per considerar, sense posar en dubte la qualitat de la novel·la guanyadora, que el guardó estava acordat d'entrada; els tribunals li van donar la raó i van multar a l'editorial).[10]
- Premi Iberoamericà de Lletres José Donoso 2005 (Xile).
- Premi de la Crítica 2010 (España) per Blanco nocturno.
- Premi Rómulo Gallegos 2011 (Venezuela) per Blanco nocturno.[11]
- Premi Internacional de Novel·la Dashiell Hammett 2011 (Setmana Negra de Gijón) per Blanco nocturno.[12]
- Premi Casa de las Américas de Narrativa José María Arguedas 2012 per Blanco nocturno.[13]
- Gran Premi d'Honor de la Sociedad Argentina de Escritores 2012.
- Premi Iberoamericà de Narrativa Manuel Rojas 2013.[14]
- Premi Konex - Diploma al Mèrit 1994 y 2004: ·l; Konex de Platí 2014: Assaig Literari.
- Premi Konex de Brillante 2014: Lletres.
- Premi Formentor de les Lletres 2015.

## Obres

### Novel·les
- Respiración artificial, Editorial Pomaire, Buenos Aires, 1980
- La ciudad ausente, Editorial Sudamericana, Buenos Aires, 1992
- Plata quemada, Planeta, Buenos Aires, 1997
- Blanco nocturno, Anagrama, Barcelona, 2010
- El camino de Ida, Anagrama, Barcelona, 2013

### Contes
- Jaulario, Casa de las Américas, La Habana, Cuba, 1967. Conté 9 contes:
  - Tierna es la noche; Tarde de amor; La pared; Una luz que se iba (primer premi en el concurs de la revista Bibliograma, 1963); Desde el terraplén; La honda; En el calabozo; Mata Hari 55; i Las actas del juicio
- La invasión, Editorial J. Álvarez, Buenos Aires, 1967. Aquest llibre és Jaulario modificat i ampliat; així, conté el conte Mi amigo, no inclòs en el llibre cubà, i introdueix modificacions en alguns relats, com els importants en Una luz que se iba, conte sí inclòs a Jaulario.[15] Editorial Anagrama va treure una reedició ampliada en 2007. L'edició de 1967 conté 10 contes:
  - Tarde de amor; La pared; Una luz que se iba; En el terraplén; La honda; Mata Hari 55; Las actas del juicio; Mi amigo (primer premi, compartit, en el concurs de la revista El Escarabajo de Oro, 1962), La invasión i Tierna es la noche
- Nombre falso, Siglo XXI Editores, México, 1975. Contenia cinc relats — Las actas del juicio; Mata Hari 55; El laucha Benítez cantaba boleros; La caja de vidrio i El precio del amor— i la nouvelle que dona títol al llibre; l'edició definitiva —Seix Barral, Buenos Aires, 1994—, quedà així: El fin de viaje; El laucha Benítez cantaba boleros; La caja de vidrio; La loca y el relato del crimen; El precio del amor i Nombre falso
- Prisión perpetua, Editorial Sudamericana, Buenos Aires, 1988; conté les nouvelles Prisión perpetua i Encuentro en Saint-Nazaire; a l'edició espanyola li agregaren dos relats: El fin del viaje i La loca y el relato del crimen. En les quatre figura Emilio Renzi, el personatge que adoptà el paper de narrador de Respiración artificial
- Cuentos morales, amb introducció d'Adriana Rodríguez Pérsico; Espasa Calpe, Buenos Aires, 1995
- El pianista, Eloísa Cartonera, Buenos Aires, 2003

### Assaig
- Crítica y ficción, Seix Barral, Buenos Aires, 1986. L'edició d'Anagrama, en 2001, incorpora entrevistes i intervencions des de 1986 fins 2000 i conté:
  - La lectura de la ficción; Sobre Roberto Arlt; Narrar en el cine; Una trama de relatos; Sobre Cortázar; El laboratorio de la escritura; Sobre el género policial; Parodia y propiedad; Sobre 'Sur'; Sobre Borges; Novela y utopía; Los relatos sociales; La literatura y la vida; Ficción y política en la literatura argentina; Sobre Faulkner; Primera persona; Borges como crítico i Conversación en Princeton
- Formas breves, Temas Grupo Editorial, Buenos Aires, 1999
- Diccionario de la novela de Macedonio Fernández, Fondo de Cultura Económica USA, 2000
- El último lector, Anagrama, Barcelona, 2005
- Teoría del complot, Mate, Buenos Aires, 2007
- La forma inicial, Eterna Cadencia, Buenos Aires, 2015
- Por un relato futuro. Conversaciones con Juan José Saer, Anagrama, Barcelona, 2015
- Las tres vanguardias, Eterna Cadencia, Buenos Aires, 2016
- Escritores norteamericanos, Tenemos las máquinas, Buenos Aires, 2017

### Altres
- Antología personal, Fondo de Cultura Económica, 2014 / Anagrama, Barcelona, 2015
- Los diarios de Emilio Renzi, tres volums dels diaris que Piglia va escriure des dels 16 anys:
  - Los años de formación (1957 - 1967), Anagrama, Barcelona, 2015
  - Los años felices (1968 - 1975), Anagrama, Barcelona, 2016
  - Un día en la vida, previst per 2017